# Schelto van Heemstra (1807-1864)
Schelto baron van Heemstra (Groningen, 14 november 1807 – Maartensdijk (Utr.), 20 december 1864) was een in Groningen geboren edelman, die in Friesland bestuursfuncties bekleedde. Hij was een zoon van Willem Hendrik van Heemstra (1779-1826) en Johanna Balthazarina van Idsinga (1783-1850).
Hij behoorde in de jaren 1840 tot de medestanders van Thorbecke en was in 1844 één der Negenmannen. Na 1848 kwam hij steeds meer in conservatief vaarwater terecht. Hij werd commissaris des Konings in Utrecht en Zeeland. Als minister werd hij na het aftreden van Jacob van Zuylen van Nijevelt in 1861 kabinetsleider in het kabinet-Van Zuylen van Nijevelt-Van Heemstra. Van 1862 tot 1864 was hij als conservatief Tweede Kamerlid.
Van Heemstra studeerde Romeins en hedendaags recht te Franeker (1824) en Groningen (1828-1830), waar hij in 1830 promoveerde op de dissertatie "Specimen juridicum inaugurale, exhibens nonnulla de alimentis praestandis."
Sebastiaan Hendrik Anemaet ·
Edmond Willem van Dam van Isselt ·
Schelto van Heemstra ·
Jacobus Mattheüs de Kempenaer ·
Lodewijk Caspar Luzac ·
Jacob Hendrik van Rechteren van Appeltern ·
Lambertus Dominicus Storm ·
Johan Rudolph Thorbecke ·
Berend Wichers
Schimmelpenninck ·
De Kempenaer ·
Thorbecke ·
Van Hall ·
Van der Brugghen ·
Rochussen ·
Van Zuylen van Nijevelt ·
Van Heemstra ·
Fransen van de Putte ·
Van Zuylen van Nijevelt ·
Van Bosse ·
De Vries ·
J. Heemskerk ·
Kappeyne van de Coppello ·
Van Lynden van Sandenburg ·
Mackay ·
Van Tienhoven ·
Roëll ·
Pierson ·
Kuyper ·
De Meester ·
T. Heemskerk ·
Cort van der Linden ·
Ruijs de Beerenbrouck ·
Colijn ·
De Geer ·
Gerbrandy ·
Schermerhorn ·
Beel ·
Drees ·
De Quay ·
Marijnen ·
Cals ·
Zijlstra ·
De Jong ·
Biesheuvel ·
Den Uyl ·
Van Agt ·
Lubbers ·
Kok ·
Balkenende ·
Rutte ·
Schoof
- Biografisch Portaal: 02217490
- Digitale Bibliotheek voor de Nederlandse Letteren: heem013
- Gemeinsame Normdatei: 1266021108
- International Standard Name Identifier: 0000 0003 8950 0847
- Nederlandse Thesaurus van Auteursnamen: 07007707X
- Parlement.com: vg09ll1j0jze
- Virtual International Authority File: 282931365
- WorldCat: E39PBJvXjDWR6r4xPmhy37KfMP